# Condylostylus degener
Condylostylus degener är en tvåvingeart som beskrevs av Octave Parent 1934. Condylostylus degener ingår i släktet Condylostylus och familjen styltflugor. Inga underarter finns listade i Catalogue of Life.